# Matúškovo
Matúškovo és un poble i municipi d'Eslovàquia que es troba a la regió de Trnava, a l'oest del país.

## Història
La primera menció escrita de la vila es remunta al 1138.
La vila fou annexionada per Hongria després del primer arbitratge de Viena el 2 de novembre de 1938, any en què tenia 2.533 habitants. Formà part del districte de Galanta, el nom del poble abans de la Segona Guerra Mundial era Takšoň/Taksony. Durant el període del 1938 al 1945 s'anomenava Taksonyfalva, en hongarès. Després de l'alliberament la vila es reintegrà a la reconstituïda Txecoslovàquia.

## Demografia
| Godina             | 1994 | 2004   | 2014   | 2024   |
| ------------------ | ---- | ------ | ------ | ------ |
| Nombre de persones | 1786 | 1938   | 2114   | 2248   |
| Diferència         |      | +8,51% | +9,08% | +6,33% |

| Godina             | 2023 | 2024   |
| ------------------ | ---- | ------ |
| Nombre de persones | 2254 | 2248   |
| Diferència         |      | −0,26% |